# Mitt stora feta grekiska bröllop 3
Mitt stora feta grekiska bröllop 3 (engelska: My Big Fat Greek Wedding 3) är en amerikansk romantisk komedifilm som är skriven och regisserad av Nia Vardalos. Det är den tredje delen i Mitt stora feta grekiska bröllop-serien. Inspelningen ägde rum i Aten, Grekland under sommaren 2022. Filmen hade premiär i USA den 8 september 2023.

## Handling
Filmen kretsar kring familjen med Toula och Ian i spetsen som tillsammans reser till Grekland för en familjeåterförening.

## Rollista (i urval)
- Nia Vardalos – Fotoula "Toula" Portokalos
- John Corbett – Ian Miller
- Elena Kampouris – Paris Miller
- Stephanie Nur - Qamar
- Lainie Kazan – Maria Portokalos
- Andrea Martin – Thiea Voula
- Louis Mandylor – Nick Portakalos
- Gia Carides – Nikki Portokalos
- Gerry Mendicino – Uncle Taki
- Joey Fatone – Cousin Angelo
- Maria Vacratsis – Thiea Freida